# More Hot Rocks (Big Hits and Fazed Cookies)
Albums de The Rolling Stones
Hot Rocks 1964-1971
(1971) Metamorphosis
(1975)
More Hot Rocks (Big Hits and Fazed Cookies) est une compilation rétrospective post-ABKCO du groupe de rock britannique The Rolling Stones, sortie en décembre 1972.

## Liste des titres
La liste ci-dessous reprend les quatre faces des deux disques vinyle d'origine, l'édition compact disc et Super Audio CD comprenant également deux disques.
Toutes les chansons ont été écrites par Mick Jagger et Keith Richards, sauf si notifié.
| 1. | Tell Me (You're Coming Back) | Jagger/Richards                  | album The Rolling Stones (1964)    | 3:48 |
| 2. | Not Fade Away                | Charles Hardin/Norman Petty      | face A du single éponyme           | 1:48 |
| 3. | The Last Time                | Jagger/Richards                  | face A du single éponyme           | 3:41 |
| 4. | It's All Over Now            | Bobby Womack/Shirley Jean Womack | face A du single éponyme           | 3:27 |
| 5. | Good Times, Bad Times        | Jagger/Richards                  | face B du single It's All Over Now | 2:30 |
| 6. | I'm Free                     | Jagger/Richards                  | album Out of Our Heads (1965)      | 2:24 |

| 7.  | Out of Time                                              | Jagger/Richards | compilation Flowers                    | 3:42 |
| 8.  | Lady Jane                                                | Jagger/Richards | album Aftermath (1966)                 | 3:08 |
| 9.  | Sittin' on a Fence                                       | Jagger/Richards | compilation Flowers                    | 3:03 |
| 10. | Have You Seen Your Mother, Baby, Standing in the Shadow? | Jagger/Richards | face A du single éponyme               | 2:35 |
| 11. | Dandelion                                                | Jagger/Richards | face B du single We Love You/Dandelion | 3:32 |
| 12. | We Love You                                              | Jagger/Richards | face A du single We Love You/Dandelion | 4:22 |

| 1. | She's a Rainbow            | Jagger/Richards | album Their Satanic Majesties Request (1967) | 4:12 |
| 2. | 2000 Light Years from Home | Jagger/Richards | album Their Satanic Majesties Request (1967) | 4:45 |
| 3. | Child of the Moon          | Jagger/Richards | face B du single Jumpin' Jack Flash          | 3:10 |
| 4. | No Expectations            | Jagger/Richards | album Beggars Banquet (1968)                 | 3:56 |
| 5. | Let It Bleed               | Jagger/Richards | album Let It Bleed (1969)                    | 5:28 |

| 6.  | What to Do             | Jagger/Richards               | album Aftermath (1966)                      | 2:33 |
| 7.  | Money                  | Berry Gordy Jr/Janie Bradford | The Rolling Stones (EP) (1964)              | 2:18 |
| 8.  | Come On                | Chuck Berry                   | face A du single éponyme                    | 1:48 |
| 9.  | Fortune Teller         | Naomi Neville                 | Compilation Saturday Club (1964)            | 2:32 |
| 10. | Poison Ivy (Version 1) | Jerry Leiber et Mike Stoller  | Compilation Saturday Club (1964)            | 2:34 |
| 11. | Bye Bye Johnny         | Chuck Berry                   | The Rolling Stones (EP) (1964)              | 2:10 |
| 12. | I Can't Be Satisfied   | McKinley Morganfield          | album The Rolling Stones No. 2 (1965)       | 3:28 |
| 13. | Long, Long While       | Jagger/Richards               | face B du single britannique Paint It Black | 3:01 |

Tous les titres des faces 1, 2 et 4 ont été produits par Andrew Loog Oldham, sauf Money et Bye Bye Johnnie, produits par Eric Easton. Face 3 produite par Jimmy Miller, sauf She's a Rainbow et 2000 Light Years from Home, produits par les Rolling Stones.